# Nati il 3 giugno
| Questa pagina contiene informazioni ricavate automaticamente dalle voci biografiche con l'ausilio del template Bio e di un bot. L'aggiornamento è periodico e automatico e ricostruisce completamente la pagina. Se manca una persona in questa lista, sei pregato di non aggiungerla, ma accertati piuttosto che la sua voce biografica contenga il template Bio e che i dati anagrafici siano correttamente compilati. Se il template Bio manca, inseriscilo tu stesso o, in alternativa, metti l'avviso {{tmp\|Bio}} che ne segnala la mancanza. Se i dati riportati sono sbagliati, correggi direttamente la voce biografica; le modifiche saranno visibili in questa lista entro pochi giorni. Per chiarimenti vedi il progetto biografie. La lista contiene solo le 1.162 persone che sono citate nell'enciclopedia e per le quali è stato implementato correttamente il template Bio. Pagina aggiornata al 17 ago 2025. |

## XII secolo(2)
- 1134 - Goffredo VI d'Angiò, conte († 1158)
- 1139 - Cono di Naso, abate e santo italiano († 1236)

## XV secolo(4)
- 1403 - Diotisalvi Diotisalvi, politico italiano († 1482)
- 1419 - Agostino Barbarigo, doge († 1501)
- 1421 - Giovanni di Cosimo de' Medici, banchiere italiano († 1463)
- 1454 - Boghislao X di Pomerania, duca tedesco († 1523)

## XVI secolo(8)
- 1534 - Hosokawa Fujitaka, militare giapponese († 1610)
- 1537 - Giovanni Manuele d'Aviz, principe portoghese († 1554)
- 1540 - Carlo II d'Austria, nobile († 1590)
- 1554 - Pietro de' Medici, nobile, generale e politico italiano († 1604)
- 1566 - Gerolamo Bassano, pittore italiano († 1621)
- 1576 - Giovanni Diodati, teologo italiano († 1649)
- 1588 - Giulio Federico di Württemberg-Weiltingen, duca († 1635)
- 1595 - Paganino Gaudenzi, scrittore, teologo e presbitero svizzero († 1649)

## XVII secolo(12)
- 1603 - Pietro Paolini, pittore italiano († 1681)
- 1611 - Giovan Carlo de' Medici, cardinale italiano († 1663)
- 1624 - Marcantonio Vincentini, vescovo cattolico e diplomatico italiano († 1692)
- 1625 - Filippo Baldinucci, storico dell'arte, politico e pittore italiano († 1696)
- 1635 - Andrea Malinconico, pittore italiano († 1698)
- 1635 - Philippe Quinault, drammaturgo e librettista francese († 1688)
- 1662 - Giovanni Segala, pittore italiano († 1717)
- 1662 - Willem van Mieris, pittore olandese († 1747)
- 1664 - Rachel Ruysch, pittrice olandese († 1750)
- 1678 - Domenico Antonio Vaccaro, pittore, scultore e architetto italiano († 1745)
- 1690 - François de Pâris, francese († 1727)
- 1691 - Philipp Josef von Orsini-Rosenberg, nobile, diplomatico e politico austriaco († 1765)

## XVIII secolo(39)
- 1701 - Francesco Rapolla, giurista e politico italiano († 1762)
- 1723 - Giovanni Antonio Scopoli, naturalista e medico italiano († 1788)
- 1726 - James Hutton, geologo scozzese († 1797)
- 1733 - Tommaso Natale, giurista e filologo italiano († 1819)
- 1736 - John Acton, politico e militare britannico († 1811)
- 1738 - Friedrich Adolf Riedesel, generale tedesco († 1800)
- 1738 - Pierre Vachon, compositore francese († 1803)
- 1740 - Aubrey Beauclerk, V duca di St. Albans, nobile inglese († 1802)
- 1743 - José Fernando de Abascal y Sousa, generale spagnolo († 1821)
- 1743 - Lucia Galeazzi Galvani, scienziata italiana († 1790)
- 1743 - Guglielmo I d'Assia-Kassel, sovrano tedesco († 1821)
- 1745 - Louis-René-Madeleine de Latouche-Tréville, ammiraglio francese († 1804)
- 1747 - António Caetano do Amaral, storico portoghese († 1819)
- 1751 - Vincenzo Romano, presbitero italiano († 1831)
- 1754 - Gaetano Marinelli, compositore italiano
- 1756 - Louis François Cassas, scultore, architetto e pittore francese († 1827)
- 1756 - George Gale, politico statunitense († 1815)
- 1757 - Giambattista Castelnuovo, vescovo cattolico italiano († 1831)
- 1761 - Gregorio Mattei, giornalista e politico italiano († 1799)
- 1761 - Henry Shrapnel, inventore e generale britannico († 1842)
- 1763 - Gottlieb Friedrich Abel, pittore e incisore tedesco († 1820)
- 1765 - Friederike Brun, scrittrice danese († 1835)
- 1769 - Teresa Pichler, attrice teatrale italiana († 1834)
- 1770 - Manuel Belgrano, economista, politico e generale argentino († 1820)
- 1771 - Charles Bernard Desormes, medico e chimico francese († 1862)
- 1772 - Vittorino Amoretti, incisore e tipografo italiano († 1845)
- 1772 - Jacques Draparnaud, naturalista e botanico francese († 1804)
- 1772 - Henry Herbert, II conte di Carnarvon, nobile, politico e militare britannico († 1833)
- 1774 - Troiano Marulli, militare e letterato italiano († 1859)
- 1779 - Pierre Amédée Jaubert, diplomatico francese († 1847)
- 1780 - Friedrich Christian Rosenthal, anatomista tedesco († 1829)
- 1782 - Charles Waterton, naturalista e esploratore britannico († 1865)
- 1784 - William Yarrell, naturalista britannico († 1856)
- 1787 - Angelo Mengaldo, militare, letterato e patriota italiano († 1869)
- 1788 - Edward F. Tattnall, politico statunitense († 1832)
- 1792 - Giovanni Battista Bassi, architetto, matematico e meteorologo italiano († 1879)
- 1793 - Antoni Malczewski, scrittore polacco († 1826)
- 1794 - Nathaniel Peabody Rogers, editorialista, scrittore e avvocato statunitense († 1846)
- 1799 - Elisabetta Fiorini Mazzanti, botanica e scrittrice italiana († 1879)

## XIX secolo(174)
- 1801 - František Škroup, compositore e direttore d'orchestra ceco († 1862)
- 1802 - Amelia Sarteschi Calani Carletti, poetessa italiana († 1856)
- 1803 - Giorgio Orsolano, serial killer italiano († 1835)
- 1804 - Richard Cobden, politico e economista britannico († 1865)
- 1804 - Jacques-Joseph Moreau, psichiatra francese († 1884)
- 1806 - Elisa Napoleona Baciocchi, italiana († 1869)
- 1806 - Giovanni Carrara, archeologo italiano († 1850)
- 1807 - Georg von Frauenfeld, naturalista austriaco († 1873)
- 1808 - Carl Moritz Gottsche, botanico tedesco († 1892)
- 1808 - Jefferson Davis, politico e militare statunitense († 1889)
- 1810 - Johann Anton Castell, pittore tedesco († 1867)
- 1810 - Robert Mallet, ingegnere irlandese († 1881)
- 1813 - Alexander von Koller, generale e politico austriaco († 1890)
- 1814 - Luigi Michiel, politico italiano († 1904)
- 1815 - Hippolyte Pissard, politico francese († 1898)
- 1816 - François Prume, violinista belga († 1849)
- 1817 - Pasquale Budetta, politico italiano († 1896)
- 1817 - Amedeo Chiavarina di Rubiana, politico italiano († 1889)
- 1817 - Pauline von Mallinckrodt, religiosa tedesca († 1881)
- 1817 - Clementina d'Orléans, nobile († 1907)
- 1818 - Louis Faidherbe, generale, politico e scienziato francese († 1889)
- 1818 - Charles François Ledroit, attivista francese
- 1819 - Anton Anderledy, gesuita svizzero († 1892)
- 1819 - Raffaele Bonelli, imprenditore, politico e nobile italiano († 1903)
- 1819 - Johan Barthold Jongkind, pittore olandese († 1891)
- 1819 - Magdalene Thoresen, drammaturga norvegese († 1903)
- 1821 - Jacobo FitzJames Stuart, XV duca d'Alba, nobile, diplomatico e generale spagnolo († 1881)
- 1822 - Maria Adelaide d'Asburgo-Lorena, regina († 1855)
- 1823 - Matthew George Easton, scrittore scozzese († 1894)
- 1824 - Gustav Veit, ginecologo tedesco († 1903)
- 1826 - Viliam Pauliny-Tóth, patriota, poeta e saggista slovacco († 1877)
- 1826 - Giuseppe Ugolini, pittore italiano († 1897)
- 1829 - Charles Brooke, sovrano indonesiano († 1917)
- 1830 - Gioacchino Burdese, militare italiano († 1889)
- 1830 - Daniele Piccinini, patriota italiano († 1889)
- 1830 - Federico Costanzo Spinola, diplomatico e politico italiano († 1909)
- 1831 - Max Abraham, editore musicale tedesco († 1900)
- 1832 - Charles Lecocq, compositore francese († 1918)
- 1833 - Guglielmo Berchet, patriota, politico e storico italiano († 1913)
- 1833 - William Trost Richards, pittore statunitense († 1905)
- 1834 - Joseph Doutrelepont, chirurgo e dermatologo tedesco († 1918)
- 1836 - Ernst Höpfner, filologo e educatore tedesco († 1915)
- 1837 - Tito Azzolini, architetto, ingegnere e scenografo italiano († 1907)
- 1837 - Franz Bücheler, filologo classico e latinista tedesco († 1908)
- 1837 - Marie-Clotilde-Élisabeth Louise de Riquet, pianista e nobildonna belga († 1890)
- 1838 - Edoardo Ginistrelli, politico italiano († 1920)
- 1839 - Paul Lindau, drammaturgo tedesco († 1919)
- 1839 - C. Meyer Zulick, giurista e politico statunitense († 1926)
- 1840 - Thomas Francis Gilroy, politico irlandese († 1911)
- 1840 - William Henry Gladstone, politico britannico († 1891)
- 1840 - Michael O'Laughlen, criminale statunitense († 1867)
- 1840 - Jean-Louis Pindy, operaio e attivista francese († 1917)
- 1841 - Francesco Piccioli, ingegnere italiano († 1909)
- 1842 - Giovanni Goiran, militare e politico italiano († 1914)
- 1843 - Federico VIII di Danimarca, re danese († 1912)
- 1843 - Kliment Arkad'evič Timirjazev, biologo e botanico russo († 1920)
- 1844 - Alfred Gaselee, generale britannico († 1918)
- 1844 - Garret Hobart, politico statunitense († 1899)
- 1844 - Detlev von Liliencron, poeta e scrittore tedesco († 1909)
- 1845 - Luigi Mochi, politico italiano († 1906)
- 1846 - Antonio Bezzola, scultore italiano († 1929)
- 1848 - Alberto Issel, pittore e imprenditore italiano († 1926)
- 1848 - John Pollen, esperantista irlandese († 1923)
- 1849 - Giovanni Battista Barinetti, avvocato e politico italiano († 1942)
- 1849 - Giuseppe Tasca Lanza, politico italiano († 1917)
- 1851 - Theodore Baker, musicologo e traduttore statunitense († 1934)
- 1851 - Wilhelm von Schoen, diplomatico tedesco († 1933)
- 1853 - Flinders Petrie, egittologo e archeologo britannico († 1942)
- 1855 - Henri Brosselard-Faidherbe, esploratore francese († 1893)
- 1855 - Ned Kelly, criminale australiano († 1880)
- 1856 - Alessandro Altamura, pittore italiano († 1918)
- 1857 - Arthur Barrett, generale britannico († 1926)
- 1857 - Alfredo Canevari, avvocato e politico italiano († 1945)
- 1857 - Elias John Wilkinson Gibb, turcologo e traduttore scozzese († 1901)
- 1859 - Antonin Larroux, scultore francese
- 1860 - Federico Martinotti, enologo italiano († 1924)
- 1860 - Sizzo di Schwarzburg, principe tedesco († 1926)
- 1861 - Luigi Cito Filomarino, militare e politico italiano († 1931)
- 1861 - Oliver Elton, biografo e critico letterario inglese († 1945)
- 1861 - José Oxilia, tenore uruguaiano († 1919)
- 1863 - Léonie Martin, monaca cristiana francese († 1941)
- 1863 - Ermanno Loevinson, storico e archivista tedesco († 1943)
- 1863 - Jevhen Petruševyč, politico e avvocato ucraino († 1940)
- 1863 - Richard von Wettstein, botanico austriaco († 1931)
- 1864 - Albert Fraenkel, medico tedesco († 1938)
- 1864 - Otto Erich Hartleben, poeta, drammaturgo e scrittore tedesco († 1905)
- 1864 - Ransom Eli Olds, imprenditore statunitense († 1950)
- 1865 - Piero Ginori Conti, nobile, imprenditore e politico italiano († 1939)
- 1865 - Giorgio V del Regno Unito, re britannico († 1936)
- 1866 - George Broadhurst, commediografo e sceneggiatore inglese († 1952)
- 1867 - Thomas S. Hermansen, direttore della fotografia, regista e produttore cinematografico danese († 1930)
- 1868 - Aristides Agramonte, medico e batteriologo cubano († 1931)
- 1868 - Robert Edeson, attore statunitense († 1931)
- 1868 - Gustav Herbig, linguista e etruscologo tedesco († 1925)
- 1868 - Sebastiano Moretti, poeta italiano († 1932)
- 1869 - Baldovino del Belgio, principe belga († 1891)
- 1870 - Émile Bouhours, ciclista su strada e pistard francese († 1953)
- 1870 - Oskar Bye, ginnasta norvegese († 1939)
- 1870 - Marion Coates Hansen, politica inglese († 1947)
- 1870 - Ahmed Hikmet, scrittore turco († 1927)
- 1870 - Norbert Čapek, missionario ceco († 1942)
- 1872 - Habibullah Khan, emiro afghano († 1919)
- 1872 - Reginald Skelton, ingegnere, fotografo e esploratore britannico († 1956)
- 1873 - Leonid Leonidov, attore e regista russo († 1941)
- 1873 - Otto Loewi, farmacologo tedesco († 1961)
- 1873 - Gideon van Zyl, politico sudafricano († 1956)
- 1875 - George Scarborough, scrittore e commediografo statunitense († 1951)
- 1875 - Pio Schinetti, giornalista italiano († 1941)
- 1876 - Ramón Cabanillas, poeta spagnolo († 1959)
- 1876 - José Palma, poeta filippino († 1903)
- 1877 - Raoul Dufy, pittore e scenografo francese († 1953)
- 1877 - Cipriano Giachetti, giornalista, scrittore e commediografo italiano († 1951)
- 1877 - Ettore Soffritti, liutaio italiano († 1928)
- 1878 - Antonietta Cimolini, aviatrice e soprano italiana († 1904)
- 1879 - Manlio Morgagni, giornalista italiano († 1943)
- 1881 - Marcel Chailley, violinista e docente francese († 1936)
- 1881 - Juliusz Rómmel, generale polacco († 1967)
- 1881 - Perry N. Vekroff, regista, sceneggiatore e attore statunitense († 1937)
- 1882 - Alphonse Chérel, pedagogista e editore francese († 1956)
- 1882 - Antonio Perelli Minetti, imprenditore italiano († 1976)
- 1882 - Walter Schroth, generale tedesco († 1944)
- 1882 - Julius Schäffer, micologo tedesco († 1944)
- 1883 - Vittorio Bolaffio, pittore italiano († 1931)
- 1883 - Josef Ponten, scrittore tedesco († 1940)
- 1884 - Pasquale Avallone, pittore e scultore italiano († 1965)
- 1885 - Salvatore Cherubino, matematico italiano († 1970)
- 1885 - Jakov Michajlovič Sverdlov, politico sovietico († 1919)
- 1886 - Adalberto di Baviera, storico, scrittore e ambasciatore tedesco († 1970)
- 1886 - Heinrich Balss, zoologo tedesco († 1957)
- 1886 - Ladislav Jetel, calciatore boemo († 1914)
- 1887 - Carlo Michelstaedter, scrittore, filosofo e poeta italiano († 1910)
- 1887 - Raffaele Mario Radossi, arcivescovo cattolico italiano († 1972)
- 1887 - Dmitrij Petrovič Žloba, militare sovietico († 1938)
- 1888 - Alfredo Grandi, pittore italiano († 1968)
- 1888 - Albert Kluyver, microbiologo e biochimico olandese († 1956)
- 1889 - Georg Gerstäcker, lottatore tedesco († 1949)
- 1889 - Jack Okey, direttore artistico e scenografo statunitense († 1963)
- 1890 - Mirko Polič, compositore e direttore teatrale sloveno († 1951)
- 1890 - Ildebrando Vannucci, vescovo cattolico e abate italiano († 1955)
- 1891 - Mary Browne, tennista statunitense († 1971)
- 1891 - Federico Fenu, militare e dirigibilista italiano († 1918)
- 1891 - Jacques Leclercq, politico, teologo e sociologo belga († 1971)
- 1891 - Nera Marmora, soprano italiano († 1924)
- 1891 - Carlo Sabatini, militare italiano († 1969)
- 1892 - Giovanni Battista Traverso, calciatore e allenatore di calcio italiano
- 1893 - Filippo Ascenzi, ingegnere, militare e politico italiano († 1943)
- 1893 - Antonio Carbonati, pittore italiano († 1956)
- 1893 - Wally Dressel, nuotatrice tedesca († 1940)
- 1893 - Alamiro Giampieri, compositore, clarinettista e direttore d'orchestra italiano († 1963)
- 1893 - Petar Herceg, militare e marinaio statunitense († 1941)
- 1894 - Madison Cooper, scrittore e filantropo statunitense († 1956)
- 1894 - Robert Fischer, calciatore svizzero († 1918)
- 1894 - Otakar Mazal, calciatore cecoslovacco († 1941)
- 1895 - Robert Hillyer, poeta statunitense († 1961)
- 1895 - Zoltán Korda, regista e sceneggiatore ungherese († 1961)
- 1896 - William Elliot, ufficiale inglese († 1971)
- 1896 - Janez Porenta, ginnasta sloveno († 1942)
- 1896 - Frederic John Walker, militare britannico († 1944)
- 1897 - Franco Ballarini, saggista, economista e dirigente d'azienda italiano († 1975)
- 1897 - Giorgio Canuto, esperantista italiano († 1960)
- 1897 - John Slessor, generale e aviatore britannico († 1979)
- 1897 - Zelindo Ciro Martignoni, politico italiano († 1973)
- 1897 - Memphis Minnie, cantante e musicista statunitense († 1973)
- 1897 - Yasujirō Shimazu, regista giapponese († 1945)
- 1897 - Corrado Zambelli, basso italiano († 1974)
- 1898 - Rosa Chacel, scrittrice spagnola († 1994)
- 1898 - Henri Wernli, lottatore svizzero († 1961)
- 1899 - Georg von Békésy, neurofisiologo e biofisico ungherese († 1972)
- 1899 - Carlo Bersani, calciatore italiano († 1977)
- 1899 - Yves Gandon, scrittore francese († 1975)
- 1899 - Alan Le May, scrittore e sceneggiatore statunitense († 1964)
- 1900 - Carlo Barbieri, calciatore italiano
- 1900 - Mario Federici, commediografo e poeta italiano († 1975)
- 1900 - Friedrich von Ledebur, attore austriaco († 1986)

## XX secolo(897)
- 1901 - Maurice Evans, attore britannico († 1989)
- 1901 - Walter Philip Kellenberg, vescovo cattolico statunitense († 1986)
- 1901 - Egon Wiberg, chimico tedesco († 1976)
- 1901 - Zhang Xueliang, generale cinese († 2001)
- 1902 - Émile Kolb, calciatore lussemburghese († 1967)
- 1902 - Antonio Moretti, allenatore di calcio e calciatore italiano († 1985)
- 1902 - Hans-Georg Pflaum, storico tedesco († 1979)
- 1902 - Francesco Pieri, vescovo cattolico italiano († 1961)
- 1902 - George Quaintance, pittore, scenografo e fotografo statunitense († 1957)
- 1903 - Eddie Acuff, attore statunitense († 1956)
- 1903 - Guglielmo Decaroli, calciatore italiano († 1982)
- 1903 - Eric Havelock, filologo classico inglese († 1988)
- 1903 - Henry-Russell Hitchcock, storico e docente statunitense († 1987)
- 1903 - Mario Natalucci, presbitero e storico italiano († 1980)
- 1903 - Ina Souez, soprano statunitense († 1992)
- 1903 - Ted Tetzlaff, regista e direttore della fotografia statunitense († 1995)
- 1904 - Guido Alberto Alfieri, ufficiale italiano († 1944)
- 1904 - Jan Peerce, tenore statunitense († 1984)
- 1904 - František Wende, combinatista nordico e saltatore con gli sci cecoslovacco († 1968)
- 1905 - Giuseppe Cottone, critico letterario e poeta italiano († 2009)
- 1905 - Ed Don George, wrestler e lottatore statunitense († 1985)
- 1905 - Wanda Osiris, attrice e cantante italiana († 1994)
- 1905 - Beryl Smalley, storica, medievista e biblista inglese († 1984)
- 1905 - Tamasese Mea'ole, politico samoano († 1963)
- 1905 - Martin Gottfried Weiß, militare tedesco († 1946)
- 1906 - Roy George Douglas Allen, statistico britannico († 1983)
- 1906 - Joséphine Baker, cantante, danzatrice e militare statunitense († 1975)
- 1906 - Evgenij Konstantinovič Nemčenko, attore e regista sovietico († 1970)
- 1907 - Antonio Garau, commediografo italiano († 1988)
- 1907 - Alfredo Méndez González, vescovo cattolico statunitense († 1995)
- 1907 - Paul Rotha, regista britannico († 1984)
- 1907 - Antonio Spadavecchia, compositore russo († 1988)
- 1907 - Franz Suchomel, militare tedesco († 1979)
- 1908 - Kevin William Barden, arcivescovo cattolico e missionario irlandese († 2004)
- 1908 - Ettore Carruccio, storico della scienza, logico e matematico italiano († 1980)
- 1908 - Mário Filho, giornalista e scrittore brasiliano († 1966)
- 1908 - Antonio Scaglia, poeta, scrittore e commediografo italiano († 1994)
- 1908 - Mario Toscano, storico e diplomatico italiano († 1968)
- 1909 - Domenico Arcudi, politico italiano († 1985)
- 1909 - Emma Cesarskaja, attrice sovietica († 1990)
- 1909 - Ernst Eduard vom Rath, diplomatico tedesco († 1938)
- 1910 - Alfons Deloor, ciclista su strada belga († 1995)
- 1910 - Paulette Goddard, attrice statunitense († 1990)
- 1910 - Wilfred Patrick Thesiger, esploratore e scrittore britannico († 2003)
- 1910 - Egle Renata Trincanato, architetta italiana († 1998)
- 1911 - Armandinho, calciatore brasiliano († 1972)
- 1911 - Gioacchino Bettini, calciatore e allenatore di calcio italiano († 1969)
- 1911 - Ellen Corby, attrice statunitense († 1999)
- 1911 - Piero Dallamano, giornalista, critico musicale e critico letterario italiano († 1979)
- 1911 - Harmon Jones, regista e montatore canadese († 1972)
- 1911 - Josef Klíma, cestista cecoslovacco († 2007)
- 1911 - Gastone Snidersich, calciatore italiano
- 1911 - Dionigi Tortora, militare e partigiano italiano († 1943)
- 1911 - Olav Økern, fondista norvegese († 2000)
- 1912 - Walter Avarelli, magistrato e giocatore di bridge italiano († 1987)
- 1912 - Stanislas Breton, filosofo e teologo francese († 2005)
- 1912 - William Douglas-Home, drammaturgo e politico britannico († 1992)
- 1912 - Fred Kammer, hockeista su ghiaccio statunitense († 1996)
- 1912 - Ubert Piacco, scultore e pittore italiano († 1978)
- 1913 - Lucille Lund, attrice statunitense († 2002)
- 1913 - Pedro Mir, poeta dominicano († 2000)
- 1913 - Giovanni Paganin, scultore italiano († 1997)
- 1914 - Aldo Buzzelli, politico, partigiano e magistrato italiano († 1989)
- 1914 - Roy Glenn, attore statunitense († 1971)
- 1914 - Karel Kaers, ciclista su strada e pistard belga († 1972)
- 1914 - Kirill Petrovič Kondrašin, direttore d'orchestra russo († 1981)
- 1914 - Tibor Nyilas, schermidore statunitense († 1986)
- 1914 - Ignacio Ponseti, medico spagnolo († 2009)
- 1914 - Aristide Sellitti, politico italiano († 1994)
- 1915 - Yehoshua Bar-Hillel, matematico, filosofo e linguista israeliano († 1975)
- 1915 - Anton Bolinder, altista svedese († 2006)
- 1915 - Enzo Busca, militare, politico e dirigente pubblico italiano († 2003)
- 1915 - Milton Cato, politico sanvincentino († 1997)
- 1915 - Mario Inchausti, allenatore di calcio e calciatore cubano († 2006)
- 1916 - John Kellogg, attore statunitense († 2000)
- 1916 - Josef Ludl, calciatore e allenatore di calcio cecoslovacco († 1998)
- 1916 - Sergio Pesce, direttore della fotografia italiano († 1995)
- 1916 - Veselin Temkov, cestista e allenatore di pallacanestro bulgaro († 1997)
- 1916 - Enzo Zambetti, calciatore e politico italiano
- 1917 - Leo Gorcey, attore statunitense († 1969)
- 1918 - Alfonso Grassi, pittore italiano († 2002)
- 1918 - Daniel Ivernel, attore francese († 1999)
- 1918 - Archibald Mathies, militare e aviatore statunitense († 1944)
- 1918 - Lili St. Cyr, modella e ballerina statunitense († 1999)
- 1919 - Isaac Alfaro, cestista messicano († 1999)
- 1919 - Felice Cordero di Pamparato, nobile, militare e partigiano italiano († 1944)
- 1920 - D'Arco Silvio Avalle, critico letterario, filologo e semiologo italiano († 2002)
- 1920 - Attilio Lambertini, ciclista su strada italiano († 2002)
- 1920 - Giancarla Re Mursia, editrice, traduttrice e scrittrice italiana († 2016)
- 1921 - Mario Bandirali, calciatore italiano († 1993)
- 1921 - Mario Iacovitti, militare italiano († 1993)
- 1921 - Emanuele Luzzati, scenografo, animatore e illustratore italiano († 2007)
- 1921 - Dorothy Patrick, attrice statunitense († 1987)
- 1921 - Kline, illustratore e fumettista francese († 2013)
- 1921 - Yu Lan, attrice cinese († 2020)
- 1921 - Giovanni Zanollo, calciatore e allenatore di calcio italiano
- 1922 - Remo Bianco, pittore e scultore italiano († 1988)
- 1922 - Alain Resnais, regista francese († 2014)
- 1923 - Franca Barbier, militare italiana († 1944)
- 1923 - Erika Böhm-Vitense, astrofisica tedesca († 2017)
- 1923 - Elio Canonico, calciatore italiano
- 1923 - Milly Corinaldi, attrice italiana († 2006)
- 1923 - Aldo Falzotti, calciatore italiano († 1998)
- 1923 - Jim McGee, cestista irlandese († 1998)
- 1923 - Igor' Rostislavovič Šafarevič, matematico sovietico († 2017)
- 1923 - Petăr Simanov, cestista e allenatore di pallacanestro bulgaro
- 1923 - Benito Stirpe, imprenditore italiano († 2008)
- 1923 - Marik Vos-Lundh, costumista e scenografa svedese († 1994)
- 1924 - Bruno Aragosti, musicista e arrangiatore italiano († 2014)
- 1924 - Ken Armstrong, allenatore di calcio e calciatore inglese († 1984)
- 1924 - Jimmy Casella, giocatore di poker statunitense († 1976)
- 1924 - Colleen Dewhurst, attrice canadese († 1991)
- 1924 - Albert Dubreucq, calciatore francese († 1995)
- 1924 - Herk Harvey, regista, attore e regista statunitense († 1996)
- 1924 - Bruno Mazza, allenatore di calcio e calciatore italiano († 2012)
- 1924 - Lucio Parenzan, cardiochirurgo italiano († 2014)
- 1924 - Jimmy Rogers, cantante e chitarrista statunitense († 1997)
- 1924 - Torsten Wiesel, medico e neuroscienziato svedese
- 1925 - José Barroso Chávez, imprenditore messicano († 2008)
- 1925 - John Bartram, velocista australiano († 2014)
- 1925 - Myrtle Cagle, aviatrice statunitense († 2019)
- 1925 - Tony Curtis, attore statunitense († 2010)
- 1925 - Tito Foppa Pedretti, imprenditore italiano († 2001)
- 1925 - Claudia Lawrence, attrice e ballerina italiana
- 1925 - Quique Martín, calciatore e allenatore di calcio spagnolo († 2016)
- 1925 - Germano Pattaro, presbitero e teologo italiano († 1986)
- 1925 - Tom Scannell, calciatore irlandese († 1993)
- 1925 - Valdir Villas Boas, calciatore brasiliano († 2004)
- 1925 - Thomas Joseph Winning, cardinale e arcivescovo cattolico britannico († 2001)
- 1925 - Gerhard Zwerenz, scrittore e poeta tedesco († 2015)
- 1926 - Roscoe Bartlett, politico statunitense
- 1926 - Alberto Farnese, attore italiano († 1994)
- 1926 - Hamilton Fish IV, politico statunitense († 1996)
- 1926 - Allen Ginsberg, poeta statunitense († 1997)
- 1926 - Flora MacDonald, politica canadese († 2015)
- 1927 - Ezio Foppa Pedretti, imprenditore e dirigente d'azienda italiano († 2010)
- 1927 - Ipojucan, calciatore brasiliano († 1978)
- 1927 - Eliseo Mouriño, calciatore argentino († 1961)
- 1927 - Renato Pilade, politico italiano († 2017)
- 1927 - Boots Randolph, sassofonista e compositore statunitense († 2007)
- 1927 - Francesco Rebecchini, avvocato e politico italiano († 1988)
- 1928 - Vilda Ciurlo, regista, drammaturga e attrice italiana († 2003)
- 1928 - Sergio Ghiatto, canottiere italiano († 2012)
- 1928 - Donald Judd, artista statunitense († 1994)
- 1928 - Amos Luzzatto, scrittore, saggista e chirurgo italiano († 2020)
- 1928 - Tommy O'Keefe, cestista e allenatore di pallacanestro statunitense († 2015)
- 1929 - Werner Arber, biologo svizzero
- 1929 - Chuck Barris, conduttore televisivo, produttore televisivo e regista statunitense († 2017)
- 1929 - Jean Bouise, attore francese († 1989)
- 1929 - Dario Colombi, bobbista italiano († 2010)
- 1929 - Émile Guérinel, ciclista su strada francese († 2014)
- 1929 - Pietro Salvador, ex calciatore italiano
- 1929 - Vladimir Nikolaevič Skujbin, regista cinematografico sovietico († 1963)
- 1929 - Billy Williams, direttore della fotografia britannico († 2025)
- 1930 - Rodolfo Aricò, pittore e scenografo italiano († 2002)
- 1930 - Wulff-Dieter Heintz, astronomo tedesco († 2006)
- 1930 - Dakota Staton, cantante statunitense († 2007)
- 1930 - Abbas Zandi, lottatore iraniano († 2017)
- 1930 - Marion Zimmer Bradley, scrittrice, glottoteta e curatrice editoriale statunitense († 1999)
- 1931 - Franco Carminati, calciatore e allenatore di calcio italiano († 2013)
- 1931 - Raúl Castro, rivoluzionario, politico e generale cubano
- 1931 - Carmen Dell'Orefice, modella e attrice statunitense
- 1931 - Ol'ga Gomel'skaja, cestista sovietica († 1995)
- 1931 - Anthony Harvey, regista e montatore britannico († 2017)
- 1931 - John Norman, scrittore statunitense
- 1931 - Lindy Remigino, velocista statunitense († 2018)
- 1931 - Jack Spargo, ex pallanuotista statunitense
- 1931 - Vincenzo Zucconelli, ex ciclista su strada italiano
- 1932 - Sandro Gamba, ex cestista e allenatore di pallacanestro italiano
- 1932 - Luigi Narduzzi, schermidore italiano († 1970)
- 1932 - Paolo Narduzzi, ex schermidore italiano
- 1932 - Lajos Tóth, cestista e allenatore di pallacanestro ungherese († 1995)
- 1933 - Michail Samuilovič Agurskij, ingegnere sovietico († 1991)
- 1933 - Andrea Geremicca, politico italiano († 2011)
- 1933 - John Allan Hobson, psichiatra statunitense († 2021)
- 1933 - Osvaldo Negri, ex calciatore argentino
- 1933 - Armando Pellegrini, ciclista su strada e pistard italiano († 2023)
- 1933 - Yves Prin, compositore e direttore d'orchestra francese
- 1933 - Isa bin Salman Al Khalifa, sovrano bahreinita († 1999)
- 1933 - Pia Soli, scrittrice, giornalista e storica italiana († 2017)
- 1933 - Celso Torrelio Villa, politico e militare boliviano († 1999)
- 1933 - Skënder Zogu, scrittore e nobile albanese
- 1934 - Adolf Christian, ciclista su strada austriaco († 1999)
- 1934 - Giuseppe Matarrese, vescovo cattolico italiano († 2020)
- 1934 - Adelchi Pillinini, generale italiano († 2016)
- 1934 - Grazia Maria Spina, attrice e doppiatrice italiana († 2025)
- 1935 - Philippe Coumel, medico francese († 2004)
- 1935 - Ted Curson, trombettista statunitense († 2012)
- 1935 - Irma P. Hall, attrice statunitense
- 1935 - George Howard, ebraista statunitense († 2018)
- 1935 - Enzo Jannacci, cantautore, cabarettista e pianista italiano († 2013)
- 1935 - Cesare Leonardi, architetto italiano († 2021)
- 1935 - Jacques Poos, politico e economista lussemburghese († 2022)
- 1936 - Giulio Cittato, designer italiano († 1986)
- 1936 - Eric Claus, scultore olandese
- 1936 - Enrique Gensana, calciatore spagnolo († 2005)
- 1936 - Larry McMurtry, scrittore e sceneggiatore statunitense († 2021)
- 1936 - Colin Meads, rugbista a 15, allenatore di rugby a 15 e dirigente sportivo neozelandese († 2017)
- 1936 - Giuseppe Moschioni, ex calciatore italiano
- 1936 - Luca Sabatelli, costumista e scenografo italiano († 2023)
- 1937 - Ottone d'Assia, nobile e archeologo tedesco († 1998)
- 1937 - Wilfried Barner, critico letterario e germanista tedesco († 2014)
- 1937 - Ray Brady, calciatore irlandese († 2016)
- 1937 - Giovanni Delfino, ex calciatore italiano
- 1937 - Jean-Pierre Jaussaud, pilota automobilistico francese († 2021)
- 1937 - Franco Levi, giurista italiano († 1980)
- 1937 - Solomon Ortiz, politico statunitense
- 1937 - Meir Zarchi, regista israeliano
- 1938 - Ugo Simoni, ex tiratore a segno italiano
- 1939 - Joseph Agyemang-Gyau, calciatore ghanese († 2015)
- 1939 - Kathleen E. Woodiwiss, scrittrice statunitense († 2007)
- 1939 - Ian Hunter, cantante e compositore britannico
- 1940 - Franco Agostini, attore e doppiatore italiano
- 1940 - Henry Z. Jones Jr., attore statunitense
- 1940 - Osei Kofi, ex calciatore ghanese
- 1940 - Róbert Nagy, sollevatore ungherese
- 1940 - Jan Thiel, progettista olandese
- 1940 - Angela Volpini, mistica e veggente italiana
- 1941 - Lee Roy Caffey, giocatore di football americano statunitense († 1994)
- 1941 - Hernando de Soto, economista peruviano
- 1941 - Monika Maron, scrittrice tedesca
- 1941 - Alvaro Piccardi, attore e regista italiano
- 1941 - Anatolij Puzač, calciatore sovietico († 2006)
- 1942 - Jean-Louis Bertuccelli, regista e sceneggiatore francese († 2014)
- 1942 - Anita Harris, attrice e cantante inglese
- 1942 - Curtis Mayfield, cantante, chitarrista e compositore statunitense († 1999)
- 1942 - Ronald L. Numbers, storico della scienza statunitense († 2023)
- 1943 - Víctor Adriazola, ex calciatore cileno
- 1943 - Iain Chalmers, medico britannico
- 1943 - Billy Cunningham, ex cestista e allenatore di pallacanestro statunitense
- 1943 - Werner Lihsa, ex calciatore tedesco orientale
- 1943 - Jan Mulder, politico olandese
- 1943 - Joseph Ruzindana, vescovo cattolico ruandese († 1994)
- 1943 - Camilla Sparv, attrice svedese
- 1943 - Emmitt Thomas, ex giocatore di football americano e allenatore di football americano statunitense
- 1944 - Leon Barmore, ex cestista e allenatore di pallacanestro statunitense
- 1944 - Eugenio Baroncelli, scrittore italiano
- 1944 - Pierluigi Concutelli, terrorista italiano († 2023)
- 1944 - Vittorio Marcelli, ex ciclista su strada italiano
- 1944 - Edith McGuire, ex velocista e lunghista statunitense
- 1944 - Eddy Ottoz, ex ostacolista e politico italiano
- 1944 - Bruno Pedron, vescovo cattolico italiano († 2022)
- 1944 - Elvio Salvori, allenatore di calcio e ex calciatore italiano
- 1944 - Fabienne Shine, cantante, modella e attrice francese
- 1944 - Ante Sirković, calciatore jugoslavo († 2019)
- 1944 - Henryk Szordykowski, mezzofondista polacco († 2022)
- 1944 - Tony Vilas, attore argentino († 2013)
- 1945 - Ida Di Benedetto, attrice e produttrice cinematografica italiana
- 1945 - Hale Irwin, golfista statunitense
- 1945 - Claudio Lippi, cantante, produttore discografico e conduttore televisivo italiano
- 1945 - Bill Paterson, attore scozzese
- 1945 - Patricia Ruanne, ballerina, direttrice artistica e coreografa britannica († 2022)
- 1946 - Bassano, cantante italiano († 1992)
- 1946 - Gilles Chaillet, fumettista francese († 2011)
- 1946 - Giuseppe Ciccantelli, politico italiano († 2017)
- 1946 - Michael Clarke, batterista statunitense († 1993)
- 1946 - Jaime Fillol, ex tennista cileno
- 1946 - Eddie Holman, cantautore e compositore statunitense
- 1946 - Josef Loidl, ex sciatore alpino austriaco
- 1946 - Simon Ntamwana, arcivescovo cattolico burundese
- 1946 - Anita Pollack, politica australiana
- 1946 - Tristan Rogers, attore e produttore cinematografico statunitense († 2025)
- 1946 - Giuseppe Tommasi, ex judoka italiano
- 1946 - Penelope Wilton, attrice britannica
- 1947 - Dave Alexander, bassista statunitense († 1975)
- 1947 - John Dykstra, effettista statunitense
- 1947 - Mickey Finn, percussionista e batterista britannico († 2003)
- 1947 - Fabio Gobbo, economista e politico italiano († 2008)
- 1947 - Shuki Levy, compositore, produttore televisivo e regista israeliano
- 1947 - Klaus Reichert, ex schermidore tedesco
- 1948 - Luca De Filippo, attore e regista teatrale italiano († 2015)
- 1948 - Jan Reker, dirigente sportivo e allenatore di calcio olandese
- 1948 - Elnardo Webster, cestista statunitense († 2022)
- 1949 - Thomas DiBenedetto, imprenditore statunitense
- 1949 - Philippe Djian, scrittore francese
- 1949 - Ian Gelder, attore britannico († 2024)
- 1949 - Joseph Mécène Jean-Louis, giudice haitiano
- 1949 - Ulrich Kiesow, scrittore e autore di giochi tedesco († 1997)
- 1949 - Antonio Maiello, compositore, musicista e cantante italiano
- 1949 - Boris Vsevolodovič Petrušanskij, pianista russo
- 1949 - John Rothman, attore statunitense
- 1949 - Leo Rwabdogo, pugile ugandese († 2009)
- 1949 - Pedro Zape, ex calciatore colombiano
- 1950 - Jorge Benítez, allenatore di calcio e ex calciatore argentino
- 1950 - Paulo Branco, attore e produttore cinematografico portoghese
- 1950 - Santo Di Nuovo, psicologo italiano
- 1950 - Frédéric François, cantautore italiano
- 1950 - Patrick Jacquin, presbitero francese († 2018)
- 1950 - Pam Kruse, ex nuotatrice statunitense
- 1950 - Giovanni Lolli, politico italiano
- 1950 - Melissa Mathison, sceneggiatrice e produttrice cinematografica statunitense († 2015)
- 1950 - Maurizio Mattioli, attore, doppiatore e comico italiano
- 1950 - Giuseppina Maturani, politica italiana
- 1950 - Patrick Parizon, allenatore di calcio e ex calciatore francese
- 1950 - Suzi Quatro, bassista, cantante e attrice statunitense
- 1950 - Douglas Rodríguez, pugile cubano († 2012)
- 1950 - Deniece Williams, cantautrice e produttrice discografica statunitense
- 1950 - Robert Z'Dar, attore e produttore cinematografico statunitense († 2015)
- 1951 - Jill Biden, insegnante, scrittrice e filantropa statunitense
- 1951 - Don Dixon, pittore e illustratore statunitense
- 1951 - Satu Hassi, politica e scrittrice finlandese
- 1951 - Jean-Pierre Luminet, astrofisico, scrittore e poeta francese
- 1951 - Renato Marsiglia, ex arbitro di calcio e opinionista brasiliano
- 1952 - Rosanna Cancellieri, giornalista e conduttrice televisiva italiana
- 1952 - Alan Cooper, informatico e progettista statunitense
- 1952 - Sandro Crispino, ex calciatore italiano
- 1952 - Dave D'Errico, allenatore di calcio e ex calciatore statunitense
- 1952 - Silvana Grasso, scrittrice italiana
- 1952 - Dominique Laffin, attrice francese († 1985)
- 1952 - Billy Powell, musicista statunitense († 2009)
- 1952 - Pietro Rampulla, mafioso italiano
- 1952 - David Richards, dirigente sportivo e ex copilota di rally britannico
- 1952 - Luigi Rizzi, linguista e glottologo italiano
- 1953 - Patrick Blanc, biologo francese
- 1953 - Loalwa Braz, cantante brasiliana († 2017)
- 1953 - Erland Van Lidth, wrestler, attore e cantante olandese († 1987)
- 1953 - John Moulder-Brown, attore britannico
- 1953 - Hamid-Majid Tajmuri, ex calciatore iraniano
- 1953 - Rüdiger Wenzel, ex calciatore tedesco
- 1953 - František Černík, ex hockeista su ghiaccio cecoslovacco
- 1954 - Bouasone Bouphavanh, rivoluzionario, politico e patriota laotiano
- 1954 - Dulce Chacón, scrittrice e poetessa spagnola († 2003)
- 1954 - Andrea Conte, ex calciatore italiano
- 1954 - Dan Hill, cantautore canadese
- 1954 - Janusz Kondrat, ex schermidore polacco
- 1954 - Allain Leprest, cantautore francese († 2011)
- 1954 - Mart Nooij, allenatore di calcio olandese
- 1954 - Bajram Rexhepi, politico kosovaro († 2017)
- 1954 - Sue Stap, ex tennista statunitense
- 1954 - Monica Törnell, cantante svedese
- 1955 - Assia Ahhatt, cantante e violinista ucraina
- 1955 - Paul Stagg Coakley, arcivescovo cattolico statunitense
- 1955 - Alberto Fortis, cantautore, scrittore e poeta italiano
- 1955 - Phil Nibbelink, animatore, regista e fumettista statunitense
- 1955 - Minoru Sano, ex pattinatore artistico su ghiaccio giapponese
- 1955 - Maurizio Serra, diplomatico e scrittore italiano
- 1955 - Barbara Walsh, attrice e cantante statunitense
- 1956 - George Burley, allenatore di calcio e ex calciatore scozzese
- 1956 - Elisabetta Gardini, attrice teatrale, conduttrice televisiva e politica italiana
- 1956 - Marcela Moldovan-Zsak, ex schermitrice rumena
- 1956 - Suren Nalbandjan, ex lottatore sovietico
- 1956 - Harry K. Thomas Jr., politico e diplomatico statunitense
- 1957 - Adriana Astorquiza, ex cestista colombiana
- 1957 - Alberto Mario Banti, storico italiano
- 1957 - Melanie Beier, ex cestista tedesca
- 1957 - Jesús Tirso Blanco, vescovo cattolico e missionario argentino († 2022)
- 1957 - Biagio Colaianni, arcivescovo cattolico italiano
- 1957 - Ingrid Eberle, ex sciatrice alpina austriaca
- 1957 - Mónica Fein, politica e biochimica argentina
- 1957 - Donatella Ferranti, politica e magistrata italiana
- 1957 - Ali Larijani, politico, filosofo e militare iraniano
- 1957 - Clive Mantle, attore britannico
- 1957 - Peter de Villiers, allenatore di rugby a 15 e ex rugbista a 15 sudafricano
- 1957 - Matt Vogel, ex nuotatore statunitense
- 1958 - Stefano Casini, fumettista italiano
- 1958 - Margot Käßmann, teologa e vescova luterana tedesca
- 1958 - Thierry Noir, pittore e writer francese
- 1958 - Suzie Plakson, attrice statunitense
- 1958 - Vincenzo Taddei, politico italiano
- 1959 - Ken Bentsen, politico statunitense
- 1959 - Sam Mills, giocatore di football americano statunitense († 2005)
- 1959 - Bonaventure Nahimana, arcivescovo cattolico burundese
- 1959 - Park Chan-suk, ex cestista sudcoreana
- 1959 - Beppe Sebaste, scrittore, poeta e giornalista italiano
- 1959 - Becky Smith, ex nuotatrice canadese
- 1960 - Giuseppe Bagnato, ex calciatore italiano
- 1960 - Leszek Bandach, ex schermidore polacco
- 1960 - Jeff Colyer, politico e chirurgo statunitense
- 1960 - Scott Hastings, ex cestista statunitense
- 1960 - Kim Hye-yeon, ex cestista sudcoreana
- 1960 - Kim Hyeon-jun, cestista e allenatore di pallacanestro sudcoreano († 1999)
- 1960 - David Austin Konderla, vescovo cattolico statunitense
- 1960 - Dariusz Oko, presbitero, teologo e filosofo polacco
- 1960 - Antonio Russo, giornalista italiano († 2000)
- 1960 - Pietro Serino, generale italiano
- 1961 - Daniel Armora, ex giocatore di calcio a 5 spagnolo
- 1961 - Simon Astaire, scrittore britannico
- 1961 - Norbert Gstrein, scrittore austriaco
- 1961 - Charles Hart, paroliere britannico
- 1961 - Alan Knight, allenatore di calcio e ex calciatore inglese
- 1961 - Lawrence Lessig, giurista e avvocato statunitense
- 1961 - Miha Mazzini, scrittore, sceneggiatore e regista sloveno
- 1961 - Roberto Saad, ex tennista argentino
- 1961 - Massimo Storgato, allenatore di calcio e ex calciatore italiano
- 1961 - Vermin Supreme, artista e attivista statunitense
- 1961 - Peter Vidmar, ex ginnasta statunitense
- 1961 - Ed Wynne, chitarrista britannico
- 1961 - César Zabala, calciatore paraguaiano († 2020)
- 1962 - John Balistreri, scultore e ceramista statunitense
- 1962 - Lorenzo Branzoni, ex arbitro di calcio italiano
- 1962 - François Ciccolini, allenatore di calcio e ex calciatore francese
- 1962 - Gary Donnelly, ex tennista statunitense
- 1962 - Ha Hyung-joo, ex judoka sudcoreano
- 1962 - Dagmar Neubauer, ex velocista tedesca
- 1962 - Jan Ohlsson, attore svedese
- 1962 - Valdes Pasolini, ex calciatore sammarinese
- 1962 - Connie Price-Smith, ex pesista e discobola statunitense
- 1962 - Sergio Spuri, allenatore di calcio e ex calciatore italiano
- 1962 - Till Topf, attore tedesco
- 1962 - David Veloz, sceneggiatore, produttore cinematografico e regista statunitense
- 1963 - Maurizio Bernardo, politico italiano
- 1963 - Beki Bondage, cantante, cantautrice e chitarrista britannica
- 1963 - Rudy Demotte, politico belga
- 1963 - Anica Dobra, attrice serba
- 1963 - Jim Everett, giocatore di football americano statunitense
- 1963 - Alessandra Karpoff, doppiatrice e direttrice del doppiaggio italiana
- 1963 - Vadym Novyns'kyj, imprenditore e politico russo
- 1963 - Junior Reid, cantante giamaicano
- 1963 - Scott Roth, ex cestista e allenatore di pallacanestro statunitense
- 1963 - Axel Wegner, ex tiratore a segno tedesco
- 1964 - Bruno Brindisi, fumettista italiano
- 1964 - Martin Bäumle, politico svizzero
- 1964 - Tony Cardella, kickboxer italiano
- 1964 - Seiji Kameda, bassista, produttore discografico e arrangiatore giapponese
- 1964 - Kerry King, chitarrista statunitense
- 1964 - Sabine Krapf, ex schermitrice e pentatleta tedesca
- 1964 - Serhij Kravčuk, ex schermidore sovietico
- 1964 - Sabine Lautenschläger, giurista tedesca
- 1964 - Nardo Marino, politico italiano
- 1964 - Günther Marxer, ex sciatore alpino liechtensteinese
- 1964 - Billy Milano, cantante e bassista statunitense
- 1964 - Doro Pesch, cantante tedesca
- 1964 - Jérôme Pradon, attore e cantante francese
- 1964 - James Purefoy, attore britannico
- 1964 - Matthew Ryan, cavaliere australiano
- 1964 - Éric Vu-An, ballerino, coreografo e direttore artistico francese († 2024)
- 1965 - Iñaki Eraña, ex calciatore spagnolo
- 1965 - Vincenzo Carbone, politico italiano
- 1965 - James Easton Jr., ex calciatore canadese
- 1965 - Bjørnar Erlandsen, ex calciatore norvegese
- 1965 - Mirko Fait, musicista, compositore e sassofonista italiano
- 1965 - Helena Fuchsová, velocista e mezzofondista ceca († 2021)
- 1965 - Sabrina Goleš, ex tennista croata
- 1965 - Hans Kroes, nuotatore olandese
- 1965 - Kecia Lewis, attrice statunitense
- 1965 - Peter Mattei, baritono svedese
- 1965 - Thomas Ohrner, attore e conduttore televisivo tedesco
- 1965 - Stefan Oster, vescovo cattolico tedesco
- 1965 - Enrico Papi, conduttore televisivo e autore televisivo italiano
- 1965 - Sven Tippelt, ex ginnasta tedesco
- 1966 - László Andor, economista e politico ungherese
- 1966 - Dorina Bianchi, politica italiana
- 1966 - Bill Callahan, cantautore e musicista statunitense
- 1966 - Hans Kohala, ex slittinista e dirigente sportivo svedese
- 1966 - Jamie O'Neal, cantautrice australiana
- 1966 - Małgorzata Olejnik, arciera e politica polacca
- 1966 - Georgia Slowe, attrice inglese
- 1967 - Anderson Cooper, giornalista, conduttore televisivo e scrittore statunitense
- 1967 - Tamás Darnyi, ex nuotatore ungherese
- 1967 - Mladen Drnasin, ex pallanuotista croato
- 1967 - Claudio Fabretti, giornalista e critico musicale italiano
- 1967 - Reggie Fox, ex cestista e allenatore di pallacanestro statunitense
- 1967 - Mark Keil, ex tennista statunitense
- 1967 - Benoit Lecomte, nuotatore francese
- 1967 - Kurk Lee, ex cestista statunitense
- 1967 - Cas Mudde, politologo olandese
- 1967 - Sven Ottke, ex pugile tedesco
- 1967 - Rosi Renoth, ex sciatrice alpina tedesca
- 1967 - Alexandr Stoianoglo, politico e ex magistrato moldavo
- 1968 - Fabrizio Costantini, allenatore di calcio sammarinese
- 1968 - Paulo Freitas, ex hockeista su pista e allenatore di hockey su pista portoghese
- 1968 - Nikolina Grabovac, ex cestista croata
- 1968 - Joachim Halupczok, ciclista su strada polacco († 1994)
- 1968 - Kaori Nagamine, ex calciatrice giapponese
- 1968 - Peter Nielsen, allenatore di calcio e ex calciatore danese
- 1968 - Tari Phillips, ex cestista statunitense
- 1969 - Tanuja Chandra, regista e sceneggiatrice indiana
- 1969 - Thomas Johanson, ex velista finlandese
- 1969 - Hironari Nakano, goista giapponese
- 1969 - Gisella Naturale, politica italiana
- 1969 - Gianluigi Nuzzi, giornalista, saggista e conduttore televisivo italiano
- 1969 - Ray Roberts, ex giocatore di football americano statunitense
- 1969 - Tate Taylor, attore, regista e sceneggiatore statunitense
- 1970 - Johan Ackermann, ex rugbista a 15 e allenatore di rugby a 15 sudafricano
- 1970 - Tom Freddy Aune, allenatore di calcio e ex calciatore norvegese
- 1970 - Evgenij Berzin, ex ciclista su strada e pistard russo
- 1970 - Marcella Biondi, ex sciatrice alpina italiana
- 1970 - Ruggero Borghi, ex ciclista su strada e dirigente sportivo italiano
- 1970 - Carolyn Bourdeaux, politica statunitense
- 1970 - Andrea Congreaves, ex cestista britannica
- 1970 - Esther Hart, cantante olandese
- 1970 - Julie Masse, cantante canadese
- 1970 - Rajindraparsad Seechurn, arbitro di calcio mauriziano
- 1970 - Jan van Steenbergen, linguista, giornalista e traduttore olandese
- 1970 - Peter Tägtgren, cantante, chitarrista e produttore discografico svedese
- 1971 - Fabrizio Castaldi, funzionario e dirigente pubblico italiano
- 1971 - Johan DeFarfalla, bassista e politico svedese
- 1971 - Luigi Di Biagio, allenatore di calcio e ex calciatore italiano
- 1971 - Mark Fejgin, avvocato e politico russo
- 1971 - John Hodgman, attore statunitense
- 1971 - Gert Kullamäe, ex cestista e allenatore di pallacanestro estone
- 1971 - Manuela Lanzarin, politica italiana
- 1972 - Mara Bizzotto, politica italiana
- 1972 - Rossano Brasi, ex pistard e ciclista su strada italiano
- 1972 - Julie Gayet, attrice francese
- 1972 - Michela Murgia, scrittrice, drammaturga e conduttrice televisiva italiana († 2023)
- 1972 - Matt Pike, cantante e chitarrista statunitense
- 1972 - Sandra Reymond, ex sciatrice alpina svizzera
- 1972 - Oliver Strangfeld, ex pentatleta tedesco
- 1972 - Paul Trollope, allenatore di calcio e ex calciatore gallese
- 1973 - Ares, polistrumentista norvegese
- 1973 - Andrea Chelli, fantino italiano († 2014)
- 1973 - Arianna David, conduttrice televisiva, attrice e ex modella italiana
- 1973 - Leōnidas Kokkas, ex sollevatore greco
- 1973 - Draghixa Laurent, ex attrice pornografica jugoslava
- 1973 - Nobuhiro Maeda, ex calciatore giapponese
- 1973 - Vittorio Podestà, paraciclista italiano
- 1973 - Sargis Sargsian, ex tennista armeno
- 1973 - Thomas Silberberger, allenatore di calcio e ex calciatore austriaco
- 1974 - John Baraza, ex calciatore keniota
- 1974 - Oumar Barro, ex calciatore burkinabé
- 1974 - Evgenij Bedarev, regista russo
- 1974 - Silvio Fernández, ex calciatore uruguaiano
- 1974 - Gianluca Gauzzi Broccoletti, poliziotto italiano
- 1974 - Christoph Heyder, bobbista tedesco
- 1974 - Evgeni Ivanov, pallavolista bulgaro
- 1974 - Jonne Järvelä, chitarrista e cantante finlandese
- 1974 - Kelly Jones, cantante britannico
- 1974 - Stefan Leko, kickboxer e artista marziale tedesco
- 1974 - Kevin Maggs, rugbista a 15 e allenatore di rugby a 15 irlandese
- 1974 - Darius Marder, sceneggiatore e regista statunitense
- 1974 - Antonella Mazza, bassista e contrabbassista italiana
- 1974 - Chad Mullen, ex sciatore alpino canadese
- 1974 - Serhij Rebrov, allenatore di calcio e ex calciatore ucraino
- 1974 - Seo Jang-hun, ex cestista sudcoreano
- 1974 - Peter Werni, ex calciatore norvegese
- 1974 - Arianne Zucker, attrice e modella statunitense
- 1975 - José Luis Blanco, ex siepista spagnolo
- 1975 - Michael Boris, allenatore di calcio e ex calciatore tedesco
- 1975 - Kristinn Hafliðason, ex calciatore islandese
- 1975 - Abuzər İbrahimov, ex calciatore azero
- 1975 - Anna Larionova, ex sciatrice alpina russa
- 1975 - Kike Maíllo, regista, sceneggiatore e produttore cinematografico spagnolo
- 1975 - Lucilla Perrotta, giocatrice di beach volley italiana
- 1975 - Horacio de la Vega, ex pentatleta messicano
- 1976 - Hilde Louise Asbjørnsen, cantante norvegese
- 1976 - Dalibor Božac, ex calciatore croato
- 1976 - Nikos Chatzīs, ex cestista greco
- 1976 - Jens Kruppa, nuotatore tedesco
- 1976 - Farhad Majidi, allenatore di calcio e ex calciatore iraniano
- 1976 - DJ Myke, disc jockey e produttore discografico italiano
- 1976 - Eros Pérez, ex calciatore cileno
- 1976 - Qi Hong, ex calciatore e giocatore di calcio a 5 cinese
- 1976 - Yuri Ruley, batterista statunitense
- 1976 - Tomo Sugawara, ex calciatore giapponese
- 1976 - Samir Zaoui, ex calciatore algerino
- 1976 - Julia von Heinz, regista e sceneggiatrice tedesca
- 1977 - Cris, allenatore di calcio e ex calciatore brasiliano
- 1977 - Ivo Damas, ex calciatore portoghese
- 1977 - Abdel-Wahed El-Sayed, ex calciatore egiziano
- 1977 - Stefano Galvani, tennista e allenatore di tennis italiano
- 1977 - Jan-Michael Gambill, allenatore di tennis e ex tennista statunitense
- 1977 - Vasil Gigiadze, ex calciatore georgiano
- 1977 - Az-Zahir Hakim, ex giocatore di football americano statunitense
- 1977 - Patrik Klüft, ex astista svedese
- 1977 - Checco Zalone, comico, showman e attore italiano
- 1977 - Marcello Piazzano, giornalista e conduttore televisivo italiano
- 1977 - Mariusz Rumak, allenatore di calcio e dirigente sportivo polacco
- 1977 - Matt Stinchcomb, ex giocatore di football americano statunitense
- 1978 - Stuart Abbott, ex rugbista a 15 sudafricano
- 1978 - Laura Clarke, diplomatica e politica britannica
- 1978 - Emanuele Concetti, ex calciatore italiano
- 1978 - Kamil Čontofalský, allenatore di calcio e ex calciatore slovacco
- 1978 - Isabelle Grenier, ex cestista canadese
- 1978 - Lyfe Jennings, cantante statunitense
- 1978 - Karen Legg, ex nuotatrice britannica
- 1978 - Ryang Kyu-sa, ex calciatore nordcoreano
- 1978 - Suthida Tidjai, regina e ex militare thailandese
- 1979 - Tierre Brown, ex cestista statunitense
- 1979 - Alain Demuth, ex hockeista su ghiaccio svizzero
- 1979 - Luis Fernando López, marciatore colombiano
- 1979 - Christian Malcolm, velocista britannico
- 1979 - Andrej Moiseev, pentatleta russo
- 1979 - Mato Neretljak, allenatore di calcio e ex calciatore croato
- 1979 - Pierre Poilievre, politico canadese
- 1979 - Roman Romančuk, pugile ucraino († 2016)
- 1979 - Rumer, cantautrice britannica
- 1979 - Manabu Wakabayashi, ex calciatore giapponese
- 1980 - Zakaria Aboub, ex calciatore marocchino
- 1980 - Davide Albano, doppiatore italiano
- 1980 - Amauri, ex calciatore brasiliano
- 1980 - An Kum-ae, judoka nordcoreana
- 1980 - The Blade, wrestler statunitense
- 1980 - Francia Manzanillo, ex multiplista dominicana
- 1980 - Brandon Moore, giocatore di football americano statunitense
- 1980 - Justin Norris, nuotatore australiano
- 1980 - Lazaros Papadopoulos, ex cestista greco
- 1980 - Pierdavide Romani, ex pattinatore di velocità in-line italiano
- 1980 - Sng Ju Wei, ex nuotatore singaporiano
- 1980 - Keiji Suzuki, judoka giapponese
- 1980 - Tamim bin Hamad Al Thani, emiro qatariota
- 1980 - Ioannis Tamouridis, dirigente sportivo, ex ciclista su strada e pistard greco
- 1980 - Sanja Tomašević, allenatrice di pallavolo e ex pallavolista serba
- 1980 - Ibrahim Yattara, allenatore di calcio e calciatore guineano
- 1981 - Mike Adam, giocatore di curling canadese
- 1981 - Tamara Bowie, ex cestista e allenatrice di pallacanestro statunitense
- 1981 - Anderson Sebastião Cardoso, ex calciatore brasiliano
- 1981 - Ibrahima Sory Conté, ex calciatore guineano
- 1981 - Cristiano dos Santos Rodrigues, ex calciatore brasiliano
- 1981 - Paolo Duca, ex hockeista su ghiaccio e dirigente sportivo svizzero
- 1981 - Gabard Fénélon, calciatore haitiano
- 1981 - Oneida González, pallavolista venezuelana
- 1981 - Dounia Issa, allenatore di pallacanestro e ex cestista francese
- 1981 - Nikki M. James, attrice e cantante statunitense
- 1981 - Miao Lijie, ex cestista cinese
- 1981 - Kristoffer Paulsen Vatshaug, ex calciatore norvegese
- 1981 - Mario Salgado, allenatore di calcio e ex calciatore cileno
- 1981 - Pekka Salminen, ex saltatore con gli sci finlandese
- 1981 - Dana Velďáková, triplista e lunghista slovacca
- 1981 - Jana Velďáková, lunghista slovacca
- 1982 - Sebastian Armesto, attore britannico
- 1982 - Bang Seong-yun, ex cestista sudcoreano
- 1982 - Gaetano D'Agostino, allenatore di calcio e ex calciatore italiano
- 1982 - Santiago Hoyos, ex calciatore argentino
- 1982 - Elena Isinbaeva, ex astista russa
- 1982 - Dominique Jean-Zéphirin, ex calciatore francese
- 1982 - Christian Järdler, allenatore di calcio e ex calciatore svedese
- 1982 - Dieter Kindlmann, allenatore di tennis e ex tennista tedesco
- 1982 - Wytze Kooistra, pallavolista olandese
- 1982 - Jonas Larholm, ex pallamanista e allenatore di pallamano svedese
- 1982 - Manfred Mölgg, ex sciatore alpino italiano
- 1982 - Horacio Peralta, allenatore di calcio e ex calciatore uruguaiano
- 1982 - Selçuk Çebi, lottatore turco
- 1983 - Giacomo Abbruzzese, regista, sceneggiatore e fotografo italiano
- 1983 - Anton Alén, pilota di rally finlandese
- 1983 - Ásgeir Gunnar Ásgeirsson, ex calciatore islandese
- 1983 - Brice Assié, cestista ivoriano
- 1983 - Armando Costa, ex cestista angolano
- 1983 - Pasquale Foggia, dirigente sportivo e ex calciatore italiano
- 1983 - Janine Habeck, modella tedesca
- 1983 - Stanislav Alexandrovič Korotkij, astronomo russo
- 1983 - Christian Martinelli, ex biatleta italiano
- 1983 - Javiera Mena, cantante cilena
- 1983 - Anthony Petrie, ex cestista australiano
- 1984 - Faneva Imà Andriatsima, ex calciatore malgascio
- 1984 - Félix di Lussemburgo, principe lussemburghese
- 1984 - Jean-Jacques Mandrichi, ex calciatore francese
- 1984 - Manuel Monni, pilota motociclistico italiano
- 1984 - Alessandro Polita, pilota motociclistico italiano
- 1984 - Todd Reid, tennista australiano († 2018)
- 1984 - Edmore Sibanda, ex calciatore zimbabwese
- 1984 - Angelo Tsagarakis, ex cestista francese
- 1984 - Mario Vega, ex calciatore argentino
- 1984 - Kyōko Yano, ex calciatrice giapponese
- 1985 - Enhbatyn Badar-Uugan, pugile mongolo
- 1985 - Silvia Berardo, calciatrice italiana
- 1985 - Papiss Cissé, calciatore senegalese
- 1985 - Laurel Halo, musicista statunitense
- 1985 - Javor Janakiev, lottatore bulgaro
- 1985 - Mykyta Kamenjuka, allenatore di calcio e ex calciatore ucraino
- 1985 - Noah Maposa, calciatore botswano
- 1985 - Samwel Mwera, ex mezzofondista tanzaniano
- 1985 - Hakan Özmert, ex calciatore turco
- 1985 - Łukasz Piszczek, calciatore e allenatore di calcio polacco
- 1985 - Thélia Sigère, ex velocista francese
- 1985 - Klemen Slakonja, attore, comico e imitatore sloveno
- 1986 - Giles Coke, ex calciatore inglese
- 1986 - Panagiōtīs Glykos, ex calciatore greco
- 1986 - Lucrezia Guidone, attrice e regista teatrale italiana
- 1986 - Al Horford, cestista dominicano
- 1986 - Arthur Jones, ex giocatore di football americano statunitense
- 1986 - Eugene Laverty, pilota motociclistico britannico
- 1986 - Zach Lutz, giocatore di baseball statunitense
- 1986 - Jerónimo Morales Neumann, ex calciatore argentino
- 1986 - Lwazi Mvovo, rugbista a 15 sudafricano
- 1986 - Rafael Nadal, ex tennista spagnolo
- 1986 - Josh Segarra, attore statunitense
- 1986 - Filip Ude, ginnasta croato
- 1986 - Sam Van Rossom, ex cestista belga
- 1986 - Tomáš Verner, ex pattinatore artistico su ghiaccio ceco
- 1986 - Vozinha, calciatore capoverdiano
- 1986 - Stelios Īliadīs, ex calciatore greco
- 1987 - Kwabena Adusei, ex calciatore ghanese
- 1987 - Edison Bilbao, ex calciatore cileno
- 1987 - Sandra Bingenheimer, schermitrice tedesca
- 1987 - Caio Aparecido da Silveira Torres, cestista brasiliano
- 1987 - Jonathan Casillas, giocatore di football americano statunitense
- 1987 - Martti Jylhä, ex fondista finlandese
- 1987 - Michelle Keegan, attrice britannica
- 1987 - Manuel Kerhe, allenatore di calcio e ex calciatore austriaco
- 1987 - Damir Kojašević, calciatore montenegrino
- 1987 - LaKeisha Lawson, velocista statunitense
- 1987 - Masami Nagasawa, attrice giapponese
- 1987 - Pamela Saino, attrice italiana
- 1987 - Manuel Scavone, calciatore italiano
- 1987 - Lalaine, attrice e cantante statunitense
- 1988 - Rafael Burgos, calciatore salvadoregno
- 1988 - Patrick Christopher, ex cestista statunitense
- 1988 - Dave East, rapper e attore statunitense
- 1988 - Najib El Allouchi, ex giocatore di calcio a 5 olandese
- 1988 - Brendan Gan, calciatore malaysiano
- 1988 - Jackson Henrique Gonçalves Pereira, ex calciatore brasiliano
- 1988 - Benoît Mangin, cestista francese
- 1988 - Rihairo Meulens, ex calciatore olandese
- 1988 - Rafael Ferreira de Souza, cestista brasiliano
- 1988 - Shōhei Miura, attore e modello giapponese
- 1988 - Nodar Məmmədov, calciatore azero
- 1988 - Trine Schmidt, ex ciclista su strada e pistard danese
- 1988 - Nassim Lyes, attore francese
- 1988 - Tássia Silva, pallavolista brasiliana
- 1988 - Marija Stadnyk, lottatrice ucraina
- 1988 - Tomo Yanagishita, attore giapponese
- 1988 - Ali Jamal Zaghab, ex cestista giordano
- 1988 - Luca Zara, rugbista a 15 italiano
- 1988 - Rafael de Souza Novaes, giocatore di calcio a 5 brasiliano
- 1989 - Betssy Chávez, politica e avvocata peruviana
- 1989 - Travis Cohn, cestista statunitense
- 1989 - Nicole Della Monica, pattinatrice artistica su ghiaccio italiana
- 1989 - Óscar Duarte, calciatore costaricano
- 1989 - Bangaly Fofana, cestista francese
- 1989 - Megumi Han, attrice e doppiatrice giapponese
- 1989 - Katie Hoff, ex nuotatrice statunitense
- 1989 - Mykola Hrycyna, giocatore di calcio a 5 ucraino
- 1989 - Lee Hee-won, attrice sudcoreana
- 1989 - Artem Kravec', ex calciatore ucraino
- 1989 - Kealaka'i Maiava, ex giocatore di football americano statunitense
- 1989 - Jake O'Brien, cestista statunitense
- 1989 - Imogen Poots, attrice britannica
- 1989 - Régis Ribeiro de Souza, calciatore brasiliano
- 1989 - Adriana Salvatierra, politica boliviana
- 1989 - Prasiddha Jung Shah, nuotatore nepalese
- 1989 - Agnieszka Skrzypulec, velista polacca
- 1989 - Linn Sömskar, fondista svedese
- 1989 - Anthony Taugourdeau, calciatore francese
- 1989 - Stanislav Tymofejenko, cestista ucraino
- 1989 - Daniela Vega, attrice e cantante lirica cilena
- 1989 - Piotr Wlazło, calciatore polacco
- 1989 - Martina Zubčić, taekwondoka croata
- 1989 - Tomasz Śnieg, cestista polacco
- 1990 - Rachael Adams, pallavolista statunitense
- 1990 - Pavel Francouz, hockeista su ghiaccio ceco
- 1990 - Guillaume François, calciatore belga
- 1990 - Charles Hambira, calciatore namibiano
- 1990 - Han Ji-eun, attrice sudcoreana
- 1990 - Hong Kum-song, ex calciatore nordcoreano
- 1990 - Skriptonit, rapper e produttore discografico kazako
- 1990 - Erik Land, ex cestista tedesco
- 1990 - Iván Marcone, calciatore argentino
- 1990 - Tony Meier, cestista statunitense
- 1990 - Sergej Plotnikov, hockeista su ghiaccio russo
- 1990 - Fabio Roscani, politico italiano
- 1990 - Erbín Trejo, ex calciatore messicano
- 1990 - Wouter van der Steen, calciatore olandese
- 1991 - Tijana Ajduković, ex cestista serba
- 1991 - Pico Alexander, attore statunitense
- 1991 - Karvel Anderson, cestista statunitense
- 1991 - Frederic Berthold, ex sciatore alpino e sciatore freestyle austriaco
- 1991 - Natasha Dupeyrón, attrice e cantante messicana
- 1991 - Sebastian Eckner, pilota motociclistico tedesco
- 1991 - Daniil Glejchengauz, coreografo russo
- 1991 - Jan Hadrava, pallavolista e giocatore di beach volley ceco
- 1991 - Alessandro Iacobucci, ex calciatore italiano
- 1991 - Anouar Kali, ex calciatore marocchino
- 1991 - Jani Kovačič, pallavolista sloveno
- 1991 - Sarah McLaughlin, calciatrice neozelandese
- 1991 - Lindsey Moore, ex cestista e allenatrice di pallacanestro statunitense
- 1991 - Lutalo Muhammad, taekwondoka britannico
- 1991 - Giulia Rulli, ex cestista italiana
- 1991 - Sepp Schneider, ex combinatista nordico austriaco
- 1991 - Chase Tapley, ex cestista statunitense
- 1991 - Łukasz Teodorczyk, ex calciatore polacco
- 1991 - Bruno Uvini, calciatore brasiliano
- 1991 - Sami Vatanen, hockeista su ghiaccio finlandese
- 1991 - Urška Žganec, calciatrice slovena
- 1992 - Patrik Bacsa, calciatore ungherese
- 1992 - Muhammed Baygül, cestista turco
- 1992 - Håvard Gutubø Bogetveit, biatleta norvegese
- 1992 - Jade Cargill, wrestler e modella statunitense
- 1992 - Kori Carter, ostacolista statunitense
- 1992 - Talent Chawapiwa, calciatore zimbabwese
- 1992 - Dilraba Dilmurat, attrice, modella e cantante cinese
- 1992 - Mario Götze, calciatore tedesco
- 1992 - Ja'Wuan James, giocatore di football americano statunitense
- 1992 - Monika Linkytė, cantante lituana
- 1992 - Nicolai Schumann, giocatore di football americano e bobbista tedesco
- 1992 - Issa Modibo Sidibé, calciatore nigerino
- 1992 - Alex Turrin, ex ciclista su strada italiano
- 1992 - Eigirdas Žukauskas, cestista lituano
- 1993 - Silvije Begić, calciatore croato
- 1993 - Sean Berdy, attore statunitense
- 1993 - Manuel Cabit, ex calciatore francese
- 1993 - Josh Carson, calciatore nordirlandese
- 1993 - Karim Coulibaly, calciatore senegalese
- 1993 - Denny Deanesi, hockeista su ghiaccio e allenatore di hockey su ghiaccio